# Os Ossos do Barão
Os Ossos do Barão (Les Os du baron) est un feuilleton télévisé brésilien produit par SBT, diffusé d'avril à août 1997 et écrit par Walter George Durst en adaptant l'œuvre du dramaturge Jorge Andrade et dirigé par Nilton Travesso, António Abujamra et Luiz Armando Queiroz.

## Synopsis
Egisto Ghirotto, un descendant d'Italiens, a été employé au service du baron de Jaraguá et a fini en faisant fortune pendant la Révolution industrielle, à São Paulo, au contraire de la présence avec les familles traditionnelles de São Paulo, qui se sont appauvries à cause de la décadence du commerce du café. Il a tout ce qui a appartenu au baron, y compris ses os, acquis à l'achat de son urne funéraire. Il n'est cependant pas heureux et rêve d'acquérir un titre de noblesse. Mais cela ne sera possible que si son fils Martino se marie avec Isabel, l'arrière-petite-fille du baron.

## Distribution
- Leonardo Villar : Antenor
- Juca de Oliveira : Egisto
- Tarcísio Filho : Martino
- Ana Paula Arósio:  Isabel
- Jussara Freire:  Bianca
- Cleyde Yáconis : Melica
- Othon Bastos : Miguel
- Rubens de Falco:  Cândido
- Imara Reis : Guilhermina
- Ewerton de Castro : Luiz Eulálio
- Clarisse Abujamra : Verônica
- Petrônio Gontijo : Vicente
- Bia Seidl : Lavínia
- Thales Pan Chacon : Otávio
- Mayara Magri : Lourdes
- Dalton Vigh : Luigi
- Daniela Camargo : Mariana
- Rubens Caribé : Rogério
- Otávio Müller : Júlio
- Denise Del Vecchio : Rosa
- Laerte Morrone : Carlino

## Anecdote
- Au Portugal, il a été diffusé en 2007 sur RTP 1.